# Kanton Saint-Maur-des-Fossés-1
Der Kanton Saint-Maur-des-Fossés-1 ist seit 2015 ein französischer Wahlkreis im Arrondissement Nogent-sur-Marne, im Département Val-de-Marne und in der Region Île-de-France. Er besteht aus dem nördlichen Teil der Stadt Saint-Maur-des-Fossés.